# Jogos Olímpicos de Verão de 2004
Jogos Olímpicos de 2004 (em grego moderno: Θερινοί Ολυμπιακοί Αγώνες 2004, Therinoí Olympiakoí Agó̱nes 2004), conhecidos  oficialmente como os Jogos da XXVIII Olimpíada, foram um evento multiesportivo realizado em Atenas, capital da Grécia, entre 11 e 29 de agosto. Foi a segunda edição de Jogos Olímpicos realizada na cidade, 108 anos após a primeira.
Durante os dezoito dias de disputa, 10 625 atletas de 201 nações competiram em 301 eventos de 28 modalidades.
Após um período de dúvidas em relação à capacidade da Grécia de realizar os Jogos, causadas pelo atraso nas obras de construção e reforma dos locais de competição, Atenas contou com uma grande popularidade. 3,9 bilhões de pessoas em todo o mundo acompanharam as competições por mais de trezentos canais de televisão, um recorde na história olímpica.
Alguns locais de competição trouxeram uma grande carga de história: o estádio da cidade de Olímpia em que foram disputados os Jogos na Antiguidade recebeu as provas de arremesso de peso. A cidade de Maratona recebeu a largada das provas que levam o nome da cidade. Os atletas repetiram o trajeto feito pelo herói grego Fidípides cerca de 2 500 anos antes. A chegada das provas e as competições de tiro com arco ocorreram no Estádio Panathinaiko, palco central dos Jogos de 1896. Ao lado dessas, modernas instalações, como o Estádio Olímpico, totalmente reformado para receber o atletismo, a final do futebol e as cerimônias de abertura e encerramento.

## Processo de candidatura
| Cidade         | CON           | Rodadas | Rodadas | Rodadas | Rodadas | Rodadas |
| Cidade         | CON           | 1       | D       | 2       | 3       | 4       |
| -------------- | ------------- | ------- | ------- | ------- | ------- | ------- |
| Atenas         | Grécia        | 32      | -       | 38      | 52      | 66      |
| Roma           | Itália        | 23      | -       | 28      | 35      | 41      |
| Cidade do Cabo | África do Sul | 16      | 62      | 22      | 20      | —       |
| Estocolmo      | Suécia        | 20      | -       | 19      | —       | —       |
| Buenos Aires   | Argentina     | 16      | 44      | —       | —       | —       |

Onze cidades expressaram interesse em realizar os Jogos da XXVIII Olimpíada. Devido ao grande número de inscritos, o Comitê Olímpico Internacional decidiu dividir pela primeira vez processo de eleição em duas fases. Na primeira fase, seis cidades foram eliminadas: Istambul, Lille, Rio de Janeiro, San Juan, Sevilha e São Petersburgo. A eleição da cidade-sede ocorreu durante a 106.ª sessão do Comitê Olímpico Internacional, no dia 5 de setembro de 1997 na própria instituição em  Lausanne, Suíça.
Sete anos antes, Atenas havia perdido a eleição para os Jogos de 1996. Dessa vez, a cidade grega ficou à frente das outras concorrentes. Na última, a cidade grega derrotou Roma e ganhou o direito de sediar os Jogos da XXVIII Olimpíada.

## Preparação
Os Jogos Olímpicos de Verão de 2004 custaram 8,9 bilhões de euros. Quase 40% desse valor (2,8 bilhões de euros) foram empregados em infraestrutura, enquanto 30% (ou 2,1 bilhões) foram usados na construção de praças esportivas e 15% (cerca de 1 bilhão) apenas para a segurança, tema que teve importância elevada após os ataques terroristas de 11 de setembro de 2001. Os 15% restantes foram gastos com acomodação de atletas, promoção da cultura grega e questões ambientais. 7,2 bilhões de euros foram cobertos pelo Estado grego e o restante veio do Comitê Organizador, da venda de ingressos, dos direitos televisivos (apenas a NBC gastou 793 milhões de dólares com os direitos de transmissão) e da venda de produtos licenciados.

### Atrasos nas obras
A menos de 200 dias da abertura dos Jogos, diversas obras estavam por ser terminadas em Atenas. O Estádio Olímpico, obra do arquiteto espanhol Santiago Calatrava, foi uma das construções que mais demorou a ficar pronta, por conta do imenso teto de vidro projetado, que foi instalado poucas semanas antes dos Jogos. Devido ao atraso, a construção do teto do parque aquático, também obra de Calatrava, foi cancelada. Obras de infraestrutura, como os sistemas de transporte, também atrasaram.

### Marketing

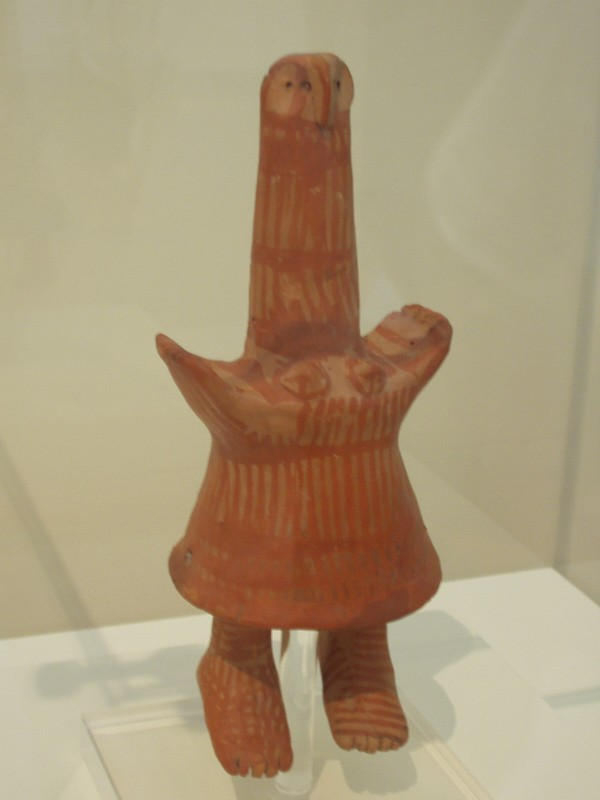
Boneco de argila em que as mascotes foram inspiradas.

O logotipo oficial dos Jogos é uma coroa de ramos de oliveira (chamada de kotinos), numa referência aos Jogos Olímpicos antigos. As cores, azul e branco, são as da bandeira do país.
As mascotes foram desenhadas com base em bonecas de argila que tinham representação religiosa na cultura grega antiga e foram encontradas em sítios arqueológicos no país. O irmãos Athena e Phevos receberam esses nomes em homenagens a Atena (deusa da sabedoria) e Apolo (deus das artes).
No total, 4 000 produtos (entre moedas, selos, broches, bonecos, pôsteres e álbuns musicais) licenciados foram criados para os Jogos de Atenas. Eles foram comercializados em 10 000 pontos de venda em toda a Grécia e em dez lojas exclusivas (seis na Grécia e quatro em outros países). Os produtos renderam mais de 530 milhões de dólares.

### Cobertura online
Pela primeira vez na história olímpica as competições foram transmitidas via Internet. A rede de televisão britânica BBC, por exemplo, exibiu mais de 1 200 horas de Jogos Olímpicos em seu site gratuitamente. A emissora americana NBC exibiu apenas os destaques da competição. Os atletas, entretanto, ficaram proibidos de participar da cobertura da imprensa com blogs e sites próprios.

## Tocha olímpica

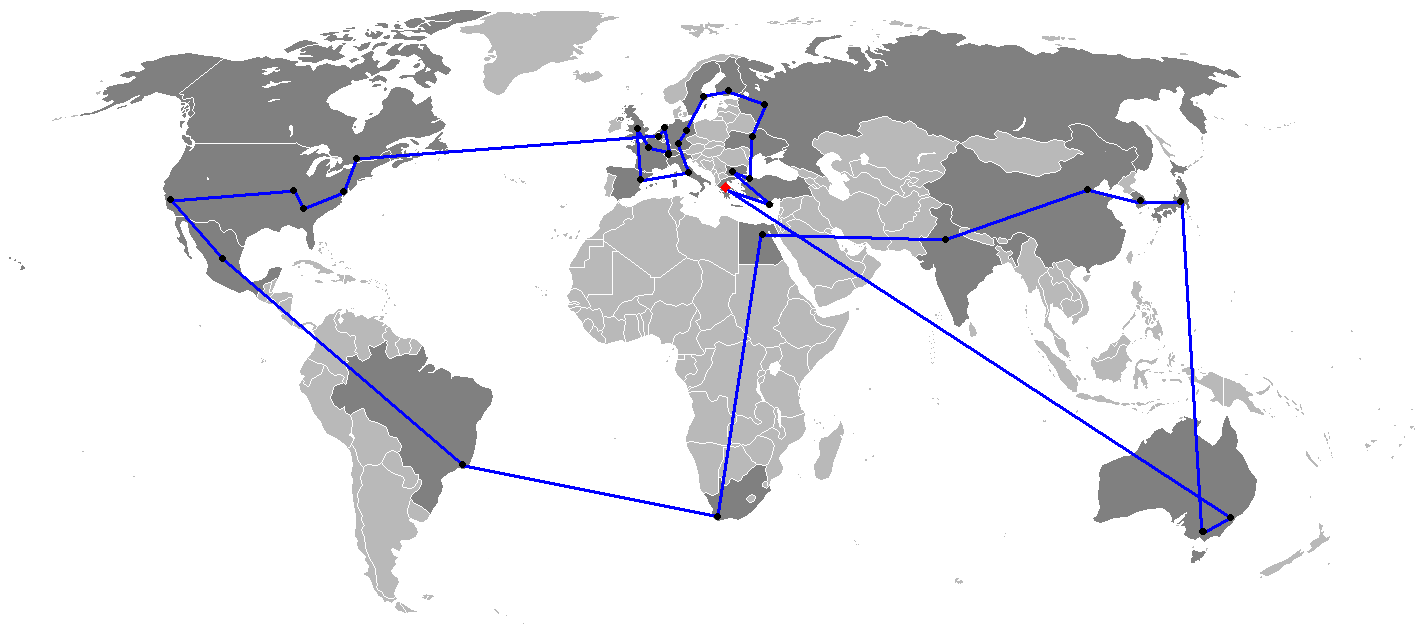
O percurso da tocha olímpica através do mundo.

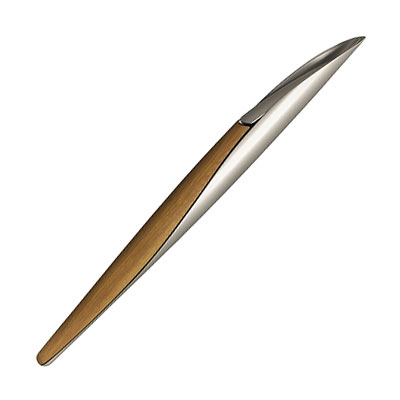
Tocha dos Jogos de 2004.

A chama olímpica foi acesa em 25 de março de 2004 (data correspondente ao início dos Jogos Olímpicos de Verão de 1896) nas ruínas da cidade de Olímpia, em uma cerimônia que utilizou um espelho parabólico para refletir os raios solares e gerar a primeira faísca.
Na primeira fase do revezamento, a tocha viajou durante sete dias pela península do Peloponeso e por diversas ilhas até chegar ao Estádio Panathinaiko. Em 3 de junho teve início a fase internacional do trajeto.
A tocha olímpica passou pela primeira vez por todos os continentes, visitando todas as cidades-sede dos Jogos Olímpicos de Verão anteriores. Também foi a primeira visita da tocha à África (Cairo, no Egito, e Cidade do Cabo, na África do Sul) e à América do Sul (Rio de Janeiro, no Brasil).
Após passar pelo Chipre, a tocha voltou à Grécia em 9 de julho, a partir da cidade de Heraclião. No total, 12 102 pessoas conduziram a tocha por 27 países em 78 dias.
O desenho da tocha foi baseado nas formas de uma folha de oliveira, a árvore sagrada do país. Com 700 gramas e 68 centímetros, foi confeccionada com alumínio e madeira de oliveira.

## Países participantes

Países participantes.

Participaram dos Jogos Olímpicos 201 nações.
Todos os Comitês Olímpicos Nacionais (CONs) enviaram delegações aos Jogos de Atenas, fato que havia ocorrido pela última vez nos Jogos de Atlanta.
O Afeganistão, que havia sido banido do COI devido ao regime taliban, retornou. Timor-Leste e Kiribati participaram pela primeira vez dos Jogos Olímpicos.
Em 2003, a confederação de Sérvia e Montenegro sucedeu a República Federal da Iugoslávia. O novo país passaria a ser denominado pela sigla SCG. Esta foi a única participação do novo estado, já que em 2006 ele se dissolveria após a independência de Montenegro.
| \| - AFG Afeganistão - RSA África do Sul - ALB Albânia - GER Alemanha - AND Andorra - ANG Angola - ANT Antígua e Barbuda - AHO Antilhas Neerlandesas - KSA Arábia Saudita - ALG Argélia - ARG Argentina - ARM Armênia - ARU Aruba - AUS Austrália - AUT Áustria - AZE Azerbaijão - BAH Bahamas - BRN Bahrein - BAN Bangladesh - BAR Barbados - BEL Bélgica - BIZ Belize - BEN Benim - BER Bermudas - BLR Bielorrússia - BOL Bolívia - BIH Bósnia e Herzegovina - BOT Botsuana - BRA Brasil - BRU Brunei - BUL Bulgária - BUR Burquina Fasso - BDI Burundi - BHU Butão - CPV Cabo Verde - CMR Camarões - CAM Camboja - CAN Canadá - KAZ Cazaquistão - CHA Chade - CHI Chile - CHN China - CYP Chipre - COL Colômbia - COM Comores - CGO Congo - PRK Coreia do Norte - KOR Coreia do Sul - CIV Costa do Marfim - CRC Costa Rica - CRO Croácia \| - CUB Cuba - DEN Dinamarca - DJI Djibuti - DMA Dominica - EGY Egito - ESA El Salvador - UAE Emirados Árabes Unidos - ERI Eritreia - SVK Eslováquia - SLO Eslovênia - ESP Espanha - USA Estados Unidos - EST Estônia - ETH Etiópia - ECU Equador - FIJ Fiji - PHI Filipinas - FIN Finlândia - FRA França - GAB Gabão - GAM Gâmbia - GHA Gana - GEO Geórgia - GBR Grã-Bretanha - GRN Granada - GRE Grécia - GUM Guam - GUA Guatemala - GUY Guiana - GUI Guiné - GBS Guiné-Bissau - GEQ Guiné Equatorial - HAI Haiti - HON Honduras - HKG Hong Kong - HUN Hungria - YEM Iêmen - CAY Ilhas Cayman - COK Ilhas Cook - SOL Ilhas Salomão - ISV Ilhas Virgens Americanas - IVB Ilhas Virgens Britânicas - IND Índia - INA Indonésia - IRI Irã - IRQ Iraque - IRL Irlanda - ISL Islândia - ISR Israel - ITA Itália - JAM Jamaica \| - JPN Japão - JOR Jordânia - KIR Kiribati - KUW Kuwait - LAO Laos - LES Lesoto - LAT Letônia - LIB Líbano - LBR Libéria - LBA Líbia - LIE Liechtenstein - LTU Lituânia - LUX Luxemburgo - MAD Madagascar - MAS Malásia - MAW Malawi - MDV Maldivas - MLI Mali - MLT Malta - MAR Marrocos - MRI Maurício - MTN Mauritânia - MEX México - MYA Mianmar - FSM Estados Federados da Micronésia - MOZ Moçambique - MDA Moldávia - MON Mônaco - MGL Mongólia - NAM Namíbia - NRU Nauru - NEP Nepal - NCA Nicarágua - NIG Níger - NGR Nigéria - NOR Noruega - NZL Nova Zelândia - OMA Omã - NED Países Baixos - PLW Palau - PLE Palestina - PAN Panamá - PNG Papua-Nova Guiné - PAK Paquistão - PAR Paraguai - PER Peru - POL Polônia - PUR Porto Rico - POR Portugal - QAT Catar \| - KEN Quênia - KGZ Quirguistão - CAF República Centro-Africana - CZE República Checa - MKD República da Macedônia - COD República Democrática do Congo - DOM República Dominicana - ROM Romênia - RWA Ruanda - RUS Rússia - SAM Samoa - ASA Samoa Americana - SMR San Marino - LCA Santa Lúcia - SKN São Cristóvão e Neves - STP São Tomé e Príncipe - VIN São Vicente e Granadinas - SEN Senegal - SLE Serra Leoa - SCG Sérvia e Montenegro - SEY Seicheles - SIN Singapura - SYR Síria - SOM Somália - SRI Sri Lanka - SWZ Suazilândia - SUD Sudão - SWE Suécia - SUI Suíça - SUR Suriname - TJK Tajiquistão - THA Tailândia - TPE Taipé Chinês - TAN Tanzânia - TLS Timor-Leste - TOG Togo - TGA Tonga - TRI Trinidad e Tobago - TUN Tunísia - TKM Turcomenistão - TUR Turquia - UKR Ucrânia - UGA Uganda - URU Uruguai - UZB Uzbequistão - VAN Vanuatu - VEN Venezuela - VIE Vietnã - ZAM Zâmbia - ZIM Zimbabwe \| | | | |
| - AFG Afeganistão - RSA África do Sul - ALB Albânia - GER Alemanha - AND Andorra - ANG Angola - ANT Antígua e Barbuda - AHO Antilhas Neerlandesas - KSA Arábia Saudita - ALG Argélia - ARG Argentina - ARM Armênia - ARU Aruba - AUS Austrália - AUT Áustria - AZE Azerbaijão - BAH Bahamas - BRN Bahrein - BAN Bangladesh - BAR Barbados - BEL Bélgica - BIZ Belize - BEN Benim - BER Bermudas - BLR Bielorrússia - BOL Bolívia - BIH Bósnia e Herzegovina - BOT Botsuana - BRA Brasil - BRU Brunei - BUL Bulgária - BUR Burquina Fasso - BDI Burundi - BHU Butão - CPV Cabo Verde - CMR Camarões - CAM Camboja - CAN Canadá - KAZ Cazaquistão - CHA Chade - CHI Chile - CHN China - CYP Chipre - COL Colômbia - COM Comores - CGO Congo - PRK Coreia do Norte - KOR Coreia do Sul - CIV Costa do Marfim - CRC Costa Rica - CRO Croácia | - CUB Cuba - DEN Dinamarca - DJI Djibuti - DMA Dominica - EGY Egito - ESA El Salvador - UAE Emirados Árabes Unidos - ERI Eritreia - SVK Eslováquia - SLO Eslovênia - ESP Espanha - USA Estados Unidos - EST Estônia - ETH Etiópia - ECU Equador - FIJ Fiji - PHI Filipinas - FIN Finlândia - FRA França - GAB Gabão - GAM Gâmbia - GHA Gana - GEO Geórgia - GBR Grã-Bretanha - GRN Granada - GRE Grécia - GUM Guam - GUA Guatemala - GUY Guiana - GUI Guiné - GBS Guiné-Bissau - GEQ Guiné Equatorial - HAI Haiti - HON Honduras - HKG Hong Kong - HUN Hungria - YEM Iêmen - CAY Ilhas Cayman - COK Ilhas Cook - SOL Ilhas Salomão - ISV Ilhas Virgens Americanas - IVB Ilhas Virgens Britânicas - IND Índia - INA Indonésia - IRI Irã - IRQ Iraque - IRL Irlanda - ISL Islândia - ISR Israel - ITA Itália - JAM Jamaica | - JPN Japão - JOR Jordânia - KIR Kiribati - KUW Kuwait - LAO Laos - LES Lesoto - LAT Letônia - LIB Líbano - LBR Libéria - LBA Líbia - LIE Liechtenstein - LTU Lituânia - LUX Luxemburgo - MAD Madagascar - MAS Malásia - MAW Malawi - MDV Maldivas - MLI Mali - MLT Malta - MAR Marrocos - MRI Maurício - MTN Mauritânia - MEX México - MYA Mianmar - FSM Estados Federados da Micronésia - MOZ Moçambique - MDA Moldávia - MON Mônaco - MGL Mongólia - NAM Namíbia - NRU Nauru - NEP Nepal - NCA Nicarágua - NIG Níger - NGR Nigéria - NOR Noruega - NZL Nova Zelândia - OMA Omã - NED Países Baixos - PLW Palau - PLE Palestina - PAN Panamá - PNG Papua-Nova Guiné - PAK Paquistão - PAR Paraguai - PER Peru - POL Polônia - PUR Porto Rico - POR Portugal - QAT Catar | - KEN Quênia - KGZ Quirguistão - CAF República Centro-Africana - CZE República Checa - MKD República da Macedônia - COD República Democrática do Congo - DOM República Dominicana - ROM Romênia - RWA Ruanda - RUS Rússia - SAM Samoa - ASA Samoa Americana - SMR San Marino - LCA Santa Lúcia - SKN São Cristóvão e Neves - STP São Tomé e Príncipe - VIN São Vicente e Granadinas - SEN Senegal - SLE Serra Leoa - SCG Sérvia e Montenegro - SEY Seicheles - SIN Singapura - SYR Síria - SOM Somália - SRI Sri Lanka - SWZ Suazilândia - SUD Sudão - SWE Suécia - SUI Suíça - SUR Suriname - TJK Tajiquistão - THA Tailândia - TPE Taipé Chinês - TAN Tanzânia - TLS Timor-Leste - TOG Togo - TGA Tonga - TRI Trinidad e Tobago - TUN Tunísia - TKM Turcomenistão - TUR Turquia - UKR Ucrânia - UGA Uganda - URU Uruguai - UZB Uzbequistão - VAN Vanuatu - VEN Venezuela - VIE Vietnã - ZAM Zâmbia - ZIM Zimbabwe |

## Modalidades disputadas

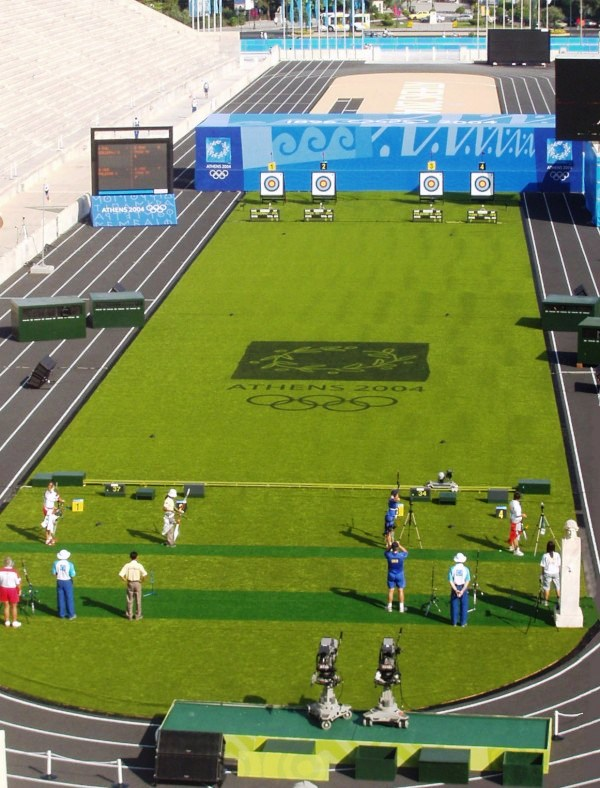
Os eventos do tiro com arco ocorreram no Estádio Panathinaiko.

O programa dos Jogos de Atenas sofreu algumas modificações em relação ao de quatro anos antes:
- Boxe: a categoria super-médio deixou de ser disputada;[31]
- Esgrima: o florete por equipes feminino foi substituído pelo sabre individual;[32]
- Lutas: o número de classes masculinas (tanto na luta livre quanto na greco-romana) caiu de oito para sete e foram incluídas quatro classes femininas;[33]
- Vela: a classe Soling foi substituída pela classe Yngling, enquanto a classe Star passou a ser disputada apenas por homens.[34]

No total, 301 eventos foram disputados (um a mais que em Sydney) em 32 modalidades. Abaixo a lista de modalidades que foram disputadas nos Jogos. Os esportes aquáticos (natação, nado sincronizado, saltos ornamentais e pólo aquático) são regulamentados pelo mesmo órgão. Em parênteses o número de eventos em cada modalidade:
| - Atletismo (46) - Badminton (5) - Beisebol (1) - Basquetebol (2) - Boxe (11) - Canoagem (16) - Ciclismo (18) - Esgrima (10) - Futebol (2) - Ginástica (18) - Halterofilismo (15) |  | - Handebol (2) - Hipismo (6) - Hóquei sobre a grama (2) - Judô (14) - Lutas (18) - Nado sincronizado (2) - Natação (32) - Pentatlo moderno (2) - Polo aquático (2) - Remo (14) - Saltos ornamentais (8) |  | - Softbol (1) - Taekwondo (8) - Tênis (4) - Tênis de mesa (4) - Tiro (17) - Tiro com arco (4) - Triatlo (2) - Vela (11) - Voleibol (2) - Voleibol de praia (2) |

## Calendário
As caixas em azul representam uma competição, ou um evento qualificatório de determinada data. As caixas em amarelo representam um dia de competição valendo medalha. Os números dentro das caixas representam a quantidade de finais do dia. A coluna T representa o total de finais do esporte.
| ● | Cerimônia de abertura | ● | Competições | ● | Finais de competições | ● | Cerimônia de encerramento |

| Agosto               | Q               | Q               | S               | S  | D  | S  | T  | Q  | Q  | S   | S   | D   | S   | T   | Q   | Q   | S   | S   | D   | T   |
| Agosto               | 11              | 12              | 13              | 14 | 15 | 16 | 17 | 18 | 19 | 20  | 21  | 22  | 23  | 24  | 25  | 26  | 27  | 28  | 29  | T   |
| -------------------- | --------------- | --------------- | --------------- | -- | -- | -- | -- | -- | -- | --- | --- | --- | --- | --- | --- | --- | --- | --- | --- | --- |
| Cerimônias           |                 |                 | ●               |    |    |    |    |    |    |     |     |     |     |     |     |     |     |     | ●   |     |
| Atletismo            |                 |                 |                 |    |    |    |    | 2  |    | 2   | 2   | 7   | 6   | 5   | 3   | 3   | 7   | 8   | 1   | 46  |
| Badminton            |                 |                 |                 |    |    |    |    |    | 2  | 1   | 2   |     |     |     |     |     |     |     |     | 5   |
| Basquetebol          |                 |                 |                 |    |    |    |    |    |    |     |     |     |     |     |     |     |     | 2   |     | 2   |
| Beisebol             |                 |                 |                 |    |    |    |    |    |    |     |     |     |     |     | 1   |     |     |     |     | 1   |
| Boxe                 |                 |                 |                 |    |    |    |    |    |    |     |     |     |     |     |     |     |     | 5   | 6   | 11  |
| Canoagem             |                 |                 |                 |    |    |    |    | 2  |    | 2   |     |     |     |     |     |     | 6   | 6   |     | 16  |
| Ciclismo             |                 |                 |                 | 1  | 1  |    |    | 2  |    | 2   | 2   | 1   | 1   | 3   | 3   |     | 1   | 1   |     | 18  |
| Esgrima              |                 |                 |                 | 1  | 1  | 1  | 2  | 1  | 1  | 1   | 1   | 1   |     |     |     |     |     |     |     | 10  |
| Futebol              |                 |                 |                 |    |    |    |    |    |    |     |     |     |     |     |     | 1   |     | 1   |     | 2   |
| Ginástica            |                 |                 |                 |    |    | 1  | 1  | 1  | 1  | 1   | 1   | 5   | 5   |     |     |     |     | 1   | 1   | 18  |
| Halterofilismo       |                 |                 |                 | 1  | 2  | 2  |    | 2  | 2  | 1   | 2   |     | 1   | 1   | 1   |     |     |     |     | 15  |
| Handebol             |                 |                 |                 |    |    |    |    |    |    |     |     |     |     |     |     |     |     |     | 2   | 2   |
| Hipismo              |                 |                 |                 |    |    |    |    | 2  |    |     | 1   |     |     | 1   | 1   |     | 1   |     |     | 6   |
| Hóquei sobre a grama |                 |                 |                 |    |    |    |    |    |    |     |     |     |     |     |     | 1   | 1   |     |     | 2   |
| Judô                 |                 |                 |                 | 2  | 2  | 2  | 2  | 2  | 2  | 2   |     |     |     |     |     |     |     |     |     | 14  |
| Lutas                |                 |                 |                 |    |    |    |    |    |    |     |     |     | 4   |     | 4   | 3   |     | 4   | 3   | 18  |
| Nado sincronizado    |                 |                 |                 |    |    |    |    |    |    |     |     |     |     |     | 1   |     | 1   |     |     | 2   |
| Natação              |                 |                 |                 | 4  | 4  | 4  | 4  | 4  | 4  | 4   | 4   |     |     |     |     |     |     |     |     | 32  |
| Pentatlo moderno     |                 |                 |                 |    |    |    |    |    |    |     |     |     |     |     |     | 1   | 1   |     |     | 2   |
| Polo aquático        |                 |                 |                 |    |    |    |    |    |    |     |     |     |     |     |     | 1   |     |     | 1   | 2   |
| Remo                 |                 |                 |                 |    |    |    |    |    |    |     | 7   | 7   |     |     |     |     |     |     |     | 14  |
| Saltos ornamentais   |                 |                 |                 | 2  |    | 2  |    |    |    |     |     | 1   |     | 1   |     | 1   |     | 1   |     | 8   |
| Softbol              |                 |                 |                 |    |    |    |    |    |    |     |     |     | 1   |     |     |     |     |     |     | 1   |
| Taekwondo            |                 |                 |                 |    |    |    |    |    |    |     |     |     |     |     |     | 2   | 2   | 2   | 2   | 8   |
| Tênis                |                 |                 |                 |    |    |    |    |    |    |     | 2   | 2   |     |     |     |     |     |     |     | 4   |
| Tênis de mesa        |                 |                 |                 |    |    |    |    |    |    | 1   | 1   | 1   | 1   |     |     |     |     |     |     | 4   |
| Tiro                 |                 |                 |                 | 2  | 2  | 2  | 2  | 2  | 2  | 2   | 2   | 1   |     |     |     |     |     |     |     | 17  |
| Tiro com arco        |                 |                 |                 |    |    |    |    | 1  | 1  | 1   | 1   |     |     |     |     |     |     |     |     | 4   |
| Triatlo              |                 |                 |                 |    |    |    |    |    |    |     |     |     |     |     | 1   | 1   |     |     |     | 2   |
| Vela                 |                 |                 |                 |    |    |    |    |    |    |     | 4   | 2   |     |     | 2   | 1   |     | 2   |     | 11  |
| Voleibol             |                 |                 |                 |    |    |    |    |    |    |     |     |     |     |     |     |     |     | 1   | 1   | 2   |
| Voleibol de praia    |                 |                 |                 |    |    |    |    |    |    |     |     |     |     | 1   | 1   |     |     |     |     | 2   |
| Total de finais      | Total de finais | Total de finais | Total de finais | 13 | 12 | 14 | 11 | 21 | 15 | 20  | 32  | 28  | 19  | 12  | 18  | 15  | 20  | 34  | 17  | 301 |
| Total acumulado      | Total acumulado | Total acumulado | Total acumulado | 13 | 25 | 39 | 50 | 71 | 86 | 106 | 138 | 166 | 185 | 197 | 215 | 230 | 250 | 284 | 301 | -   |

## Cerimônias

### Cerimônia de abertura

Estádio Olímpico de Atenas na Cerimônia de Abertura.

O estádio olímpico se transformou num mar para receber a cerimônia de abertura, que começou com a entrada de um grupo de percussionistas. Após a apresentação, uma chama desceu e formou os anéis olímpicos sobre a água. Em seguida, um garoto atravessou o espelho d'água dentro de um barco de papel, trazendo uma pequena bandeira grega. Após o hino grego, um centauro invocou a presença de uma máscara típica das Cíclades, uma das mais antigas representações de arte grega. A máscara se abriu em dezoito partes, representando as ilhas gregas. A história grega, desde a Civilização Minoica até os dias atuais, foi contada em ordem cronólogica por carros alegóricos que passaram pelo estádio.
A parada das nações veio em seguida, trazendo como principal atrativo a entrada conjunta das Coreias do Norte e do Sul, simbolizando uma "trégua olímpica" em relação às diferenças políticas entre os dois países. A delegação grega se esticou em torno das outras delegações que estavam no centro do estádio, simbolizando uma coroa de louros.
Após o desfile das delegações, a cantora Björk interpretou a música "Oceania" que foi composta especificamente para os Jogos, seguida de uma mensagem ao vivo de dois astronautas residentes na Estação Espacial Internacional. Um grego deu uma volta no estádio rompendo fitas representando as edições dos Jogos Olímpicos. Encerrando a cerimônia, o iatista Nikolaos Kaklamanakis acendeu a pira olímpica, seguido por um show pirotécnico.

### Cerimônia de encerramento

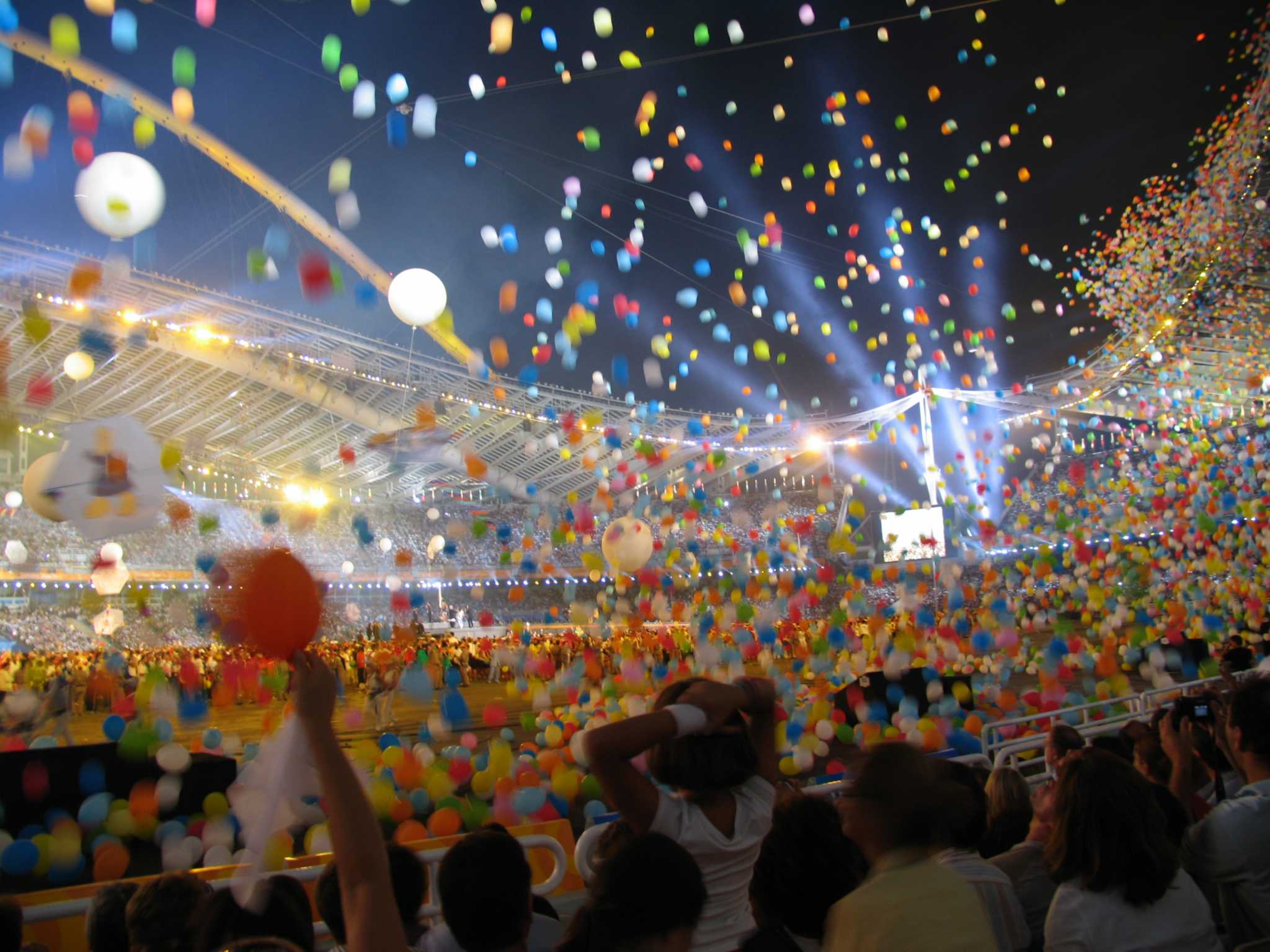
Cerimônia de encerramento.

A cerimônia de encerramento foi apresentada por 3.691 voluntários de quinze países. A primeira parte apresentou ao mundo a cultura grega, com diversas manifestações de música e dança e a apresentação de artistas muito populares no país como Haris Alexiou e Giórgos Daláras. Após as apresentações culturais, ocorreu a entrega das medalhas da maratona masculina, vencida pelo italiano Stefano Baldini. A cerimônia prosseguiu com a entrada das bandeiras dos 202 países e dos atletas, sem separação por delegações.
Os Jogos de Atenas foram encerrados oficialmente pelo então presidente do COI Jacques Rogge, que disse que o evento havia sido inesquecível. Após as execuções dos hinos grego e chinês, a bandeira olímpica foi entregue ao prefeito de Pequim, Wang Qishan, pela prefeita de Atenas, Dora Bakoyannis.
A cidade de Pequim se apresentou no Estádio Olímpico, com performances de música e artes marciais. A pira olímpica se apagou e a cerimônia se encerrou com um show de artistas gregos. Entre eles, Sákis Rouvás e Ánna Víssi.

## Fatos e destaques

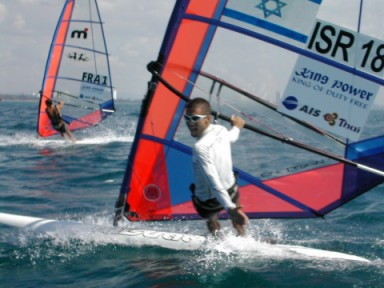
Gal Fridman conquistou a primeira medalha de ouro de Israel em Jogos Olímpicos.

- Na véspera da cerimônia de abertura, os atletas gregos Konstantinos Kenteris e Ekaterini Thanou abandonaram os Jogos após se recusarem a fazer exames antidoping e alegarem um acidente de motocicleta.[47]
- Alguns países conquistaram sua primeira medalha olímpica nesses Jogos: os Emirados Árabes Unidos foram ouro com Ahmed Al Maktoum no tiro,[48] a equipe masculina do Paraguai foi prata no futebol[49] e a Eritreia foi bronze com Zersenay Tadese no atletismo.[50] Israel, com Gal Fridman na vela,[51] Chile, com Nicolás Massú e Fernando González no tênis,[52] República Dominicana, com Félix Sánchez no atletismo,[53] e Taipé Chinês, com Chu Mu-yen e Chen Shih-hsin, ambos no taekwondo,[54] conquistaram medalhas de ouro pela primeira vez.
- O norte-americano Michael Phelps foi o maior medalhista desta edição, conquistando seis medalhas de ouro e duas de bronze na natação.[55]
- A cubana Yumileidi Cumbá tornou-se a primeira mulher campeã olímpica no sítio sagrado de Olímpia, 1 500 anos depois do último grego, ao herdar a medalha de ouro do arremesso de peso feminino, após a descoberta do doping da russa Irina Korzhanenko.[56]
- A Argentina venceu os Estados Unidos na seminfinal do basquetebol masculino. Foi a primeira vez desde Barcelona 1992, quando a inscrição de atletas da NBA foi permitida, que os americanos não disputaram o ouro olímpico e pela terceira vez não estiveram na final.[57]
- Depois de 52 anos, Argentina voltou a ganhar medalhas de ouro em Jogos Olímpicos. As equipes masculinas de futebol e de basquetebol conquistaram a inédita medalha de ouro no mesmo dia.[58][59]

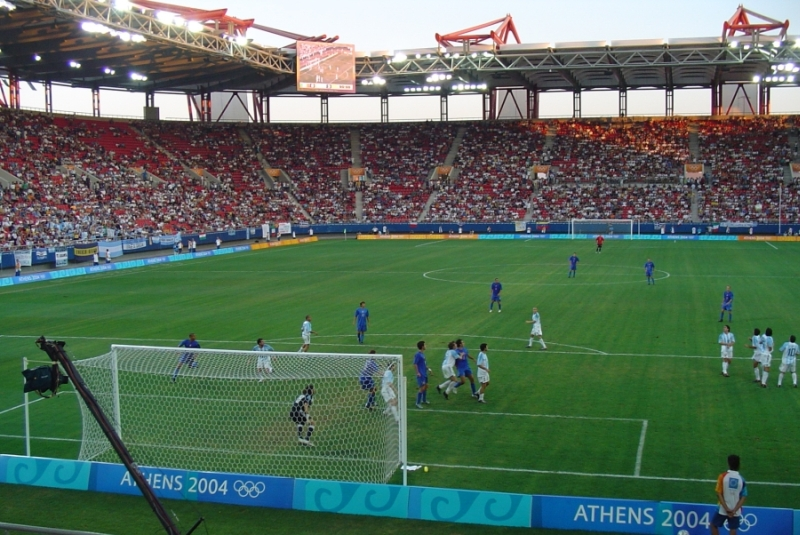
A Argentina (de uniforme branco) derrotou a Itália na semifinal do futebol masculino.

- Dois fatos marcaram as provas de maratona dos Jogos de Atenas. Na prova feminina, a recordista mundial Paula Radcliffe, que liderava a disputa, abandonou exausta e aos prantos a corrida.[60] Na prova masculina, o brasileiro Vanderlei Cordeiro de Lima também liderava quando foi empurrado para fora da pista pelo ex-padre irlandês Cornelius Horan, que havia burlado a segurança. Vanderlei voltou à prova, mas não conseguiu manter o ritmo e chegou no terceiro lugar.[61] Pelo espírito esportivo demostrado, Vanderlei recebeu a Medalha Pierre de Coubertin, honraria concedida pelo Comitê Olímpico Internacional.[62]
- O Brasil teve em Atenas a sua melhor participação olímpica até então, conseguindo cinco medalhas de ouro e o 16º lugar geral (números atingidos após Rodrigo Pessoa herdar o ouro da prova de saltos do hipismo).[63]
- Pela primeira vez na história, transexuais foram liberados para participar dos Jogos Olímpicos, com a condição de que os hormônios presentes em seus corpos não os favorecessem durante as provas.[64]
- A alemã Birgit Fischer tornou-se a primeira mulher a conquistar medalhas de ouro em seis edições de Jogos Olímpicos com duas conquistas na canoagem.[65]
- O japonês Tadahiro Nomura tornou-se o primeiro tricampeão do judô, na categoria até 60 kg.[66]

## Polêmicas

### Erros na ginástica artística
Notas dadas na ginástica artística causaram grandes polêmicas nos Jogos de Atenas, quatro anos após ter uma atleta pega no exame antidoping. Na final da barra fixa, um árbitro canadense confessou ter sido pressionado pelo público e pelo coordenador do evento, Adrian Stoica, a dar notas mais altas, favorecendo o russo Alexei Nemov. Na final das argolas, o grego Dimosthenis Tampakos também teve contestadas suas notas, consideradas altas demais pela delegação da Bulgária. No individual geral masculino, ocorreu a terceira queixa: a Coreia do Sul contestou a vitória do norte-americano Paul Hamm, alegando um erro na nota de partida do ginasta Yang Tae-young. No feminino, um jornal russo declarou que Svetlana Khorkina sabia que não iria conquistar o ouro antes mesmo de o evento individual geral começar. Como punição, a Federação Internacional de Ginástica suspendeu três juízes, mas não mudou nenhuma das notas dadas. Dois anos mais tarde, a FIG modificou todo o seu Código de Pontos, com o objetivo de evitar favorecimentos e questionamentos de notas.

### Doping

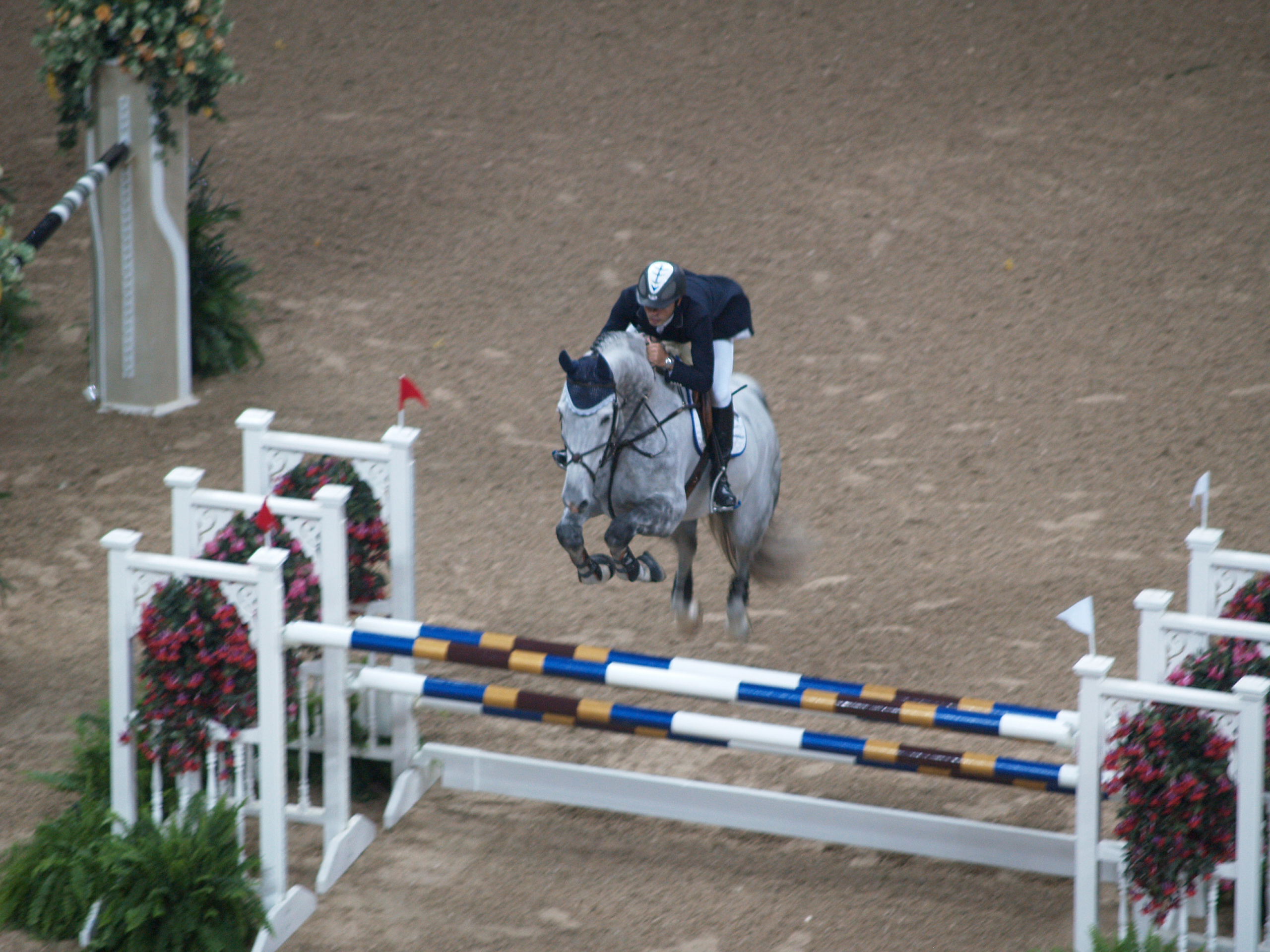
Rodrigo Pessoa herdou a medalha de ouro dos saltos.

Casos de doping mudaram o resultado de onze provas dos Jogos de Atenas. A Hungria perdeu dois ouros (com Róbert Fazekas no arremesso de disco e com Adrián Annus no arremesso de martelo) e uma prata (com Ferenc Gyurkovics no halterofilismo). Os anfitriões perderam a medalha de bronze de Leonidas Sampanis no halterofilismo.
No arremesso de peso, prova disputada no estádio de Olímpia, a russa Irina Korzhanenko perdeu a medalha de ouro. Com isso, a primeira mulher a se tornar campeã olímpica naquele estádio foi Yumileidi Cumbá, de Cuba. No remo, a equipe da Ucrânia perdeu o bronze por conta do doping de Olena Olefirenko. A última medalha cassada por uso de doping ainda em 2004 foi o ouro de Cian O'Connor no hipismo. O brasileiro Rodrigo Pessoa herdou a medalha.
Em 2012 o COI cassou as medalhas de quatro atletas que disputaram provas de atletismo. É comum guardar as amostras coletadas durante os Jogos Olímpicos por oito anos, para que sempre que métodos mais modernos de análise sejam criados, essas amostras possam ser submetidas a testes mais precisos. Foram desclassificados o ucraniano Yuri Bilonoh (medalhista de ouro no arremesso de peso), a russa Svetlana Krivelyova (bronze no arremesso de peso) e os bielorrussos Ivan Tsikhan (prata no lançamento de martelo) e Iryna Yatchenko (bronze no arremesso de disco), sendo comunicado aos respectivos comitês olímpicos nacionais que devolvam as medalhas e diplomas entregues aos atletas na ocasião. Um quinto caso de doping ainda está sendo investigado. Em fevereiro de 2013 a medalha de bronze obtida pelo halterofilista russo Oleg Perepetchenov na categoria até 77 kg masculino foi cassada pelo COI por uso de esteroides anabolizantes.

## Quadro de medalhas

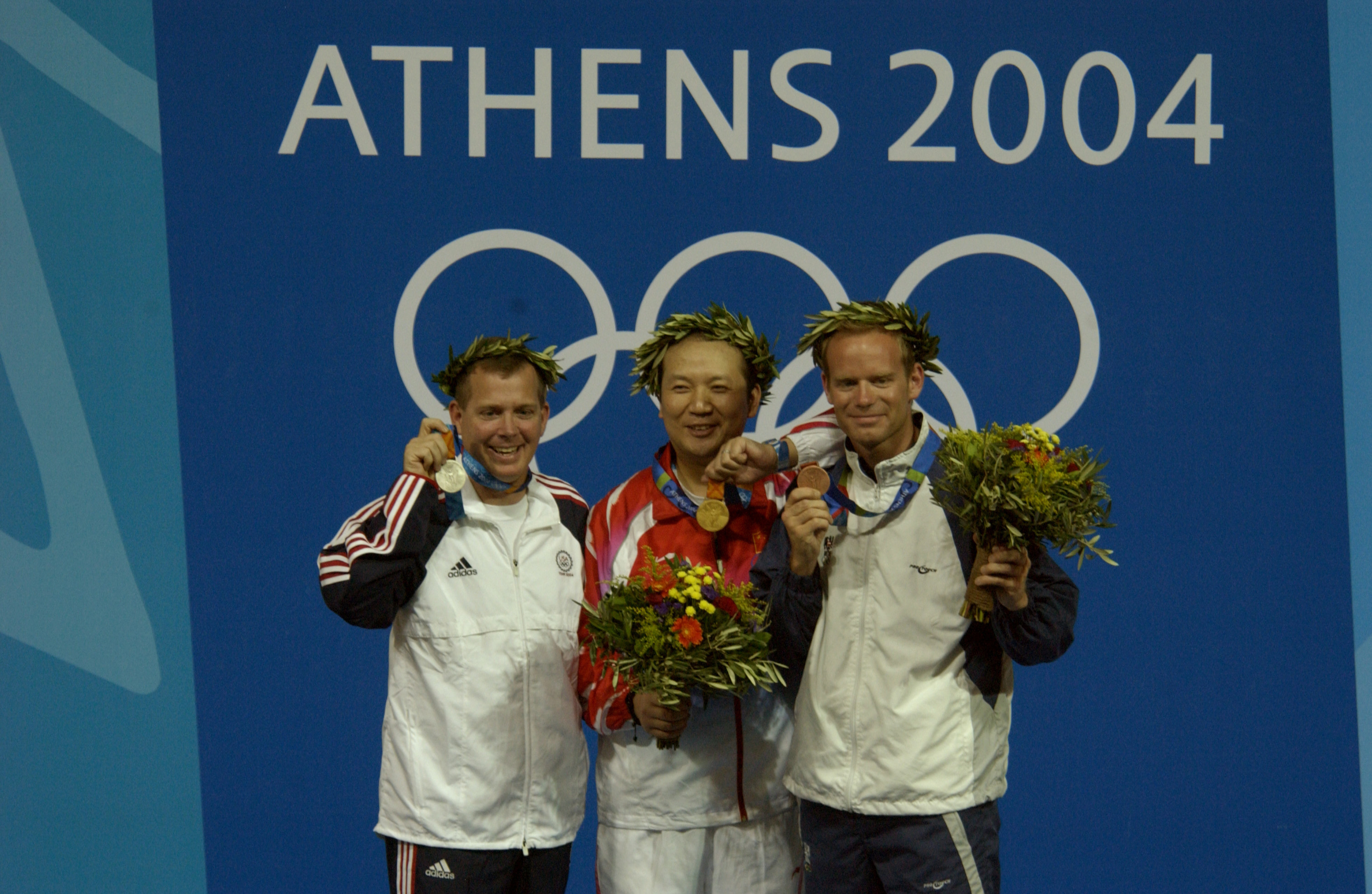
Medalhistas da prova Carabina três posições masculino do tiro.

Para o quadro completo, veja Quadro de medalhas dos Jogos Olímpicos de Verão de 2004
| Ordem                                                                     | País               | Medalha de ouro | Medalha de prata | Medalha de bronze |     |
| ------------------------------------------------------------------------- | ------------------ | --------------- | ---------------- | ----------------- | --- |
| 1                                                                         | USA Estados Unidos | 36              | 39               | 26                | 101 |
| 2                                                                         | CHN China          | 32              | 17               | 14                | 63  |
| 3                                                                         | RUS Rússia         | 28              | 26               | 36                | 90  |
| 4                                                                         | AUS Austrália      | 17              | 16               | 17                | 50  |
| 5                                                                         | JPN Japão          | 16              | 9                | 12                | 37  |
| 6                                                                         | GER Alemanha       | 13              | 16               | 20                | 49  |
| 7                                                                         | FRA França         | 11              | 9                | 13                | 33  |
| 8                                                                         | ITA Itália         | 10              | 11               | 11                | 32  |
| 9                                                                         | KOR Coreia do Sul  | 9               | 12               | 9                 | 30  |
| 10                                                                        | GBR Grã-Bretanha   | 9               | 9                | 12                | 30  |
|                                                                           |                    |                 |                  |                   |     |
| 15                                                                        | GRE Grécia         | 6               | 6                | 4                 | 16  |
| 16                                                                        | BRA Brasil         | 5               | 2                | 3                 | 10  |
|                                                                           |                    |                 |                  |                   |     |
| 60                                                                        | POR Portugal       |                 | 2                | 1                 | 3   |
| Fonte: UOL Esportes Os demais países lusófonos não conquistaram medalhas. |                    |                 |                  |                   |     |

## Legado
Veja também: Locais de competição dos Jogos Olímpicos de Verão de 2004
Os Jogos Olímpicos promoveram o desenvolvimento de diversos aspectos da infraestrutura de Atenas. Como exemplos, o Aeroporto Internacional Eleftherios Venizelos, a expansão do metrô e a restauração do centro arqueológico, incluindo o Partenon e o Estádio Panathinaiko.
Em 2008, surgiram denúncias de abandono das instalações esportivas. O governo grego criou a Hellenic Olympic Properties, entidade responsável por administrar as instalações, que têm custo de manutenção estimado de 500 milhões de libras por ano.
Após os Jogos, algumas instalações foram desmontadas, outras foram vendidas para a iniciativa privada e outras são usadas por equipes esportivas locais. O Estádio Olímpico, por exemplo, é usado por clubes de futebol (como o AEK Atenas) e sedia o Grand Prix de Atenas de Atletismo. O Olympic Indoor Sports Center, local dos eventos de basquetebol e ginástica, sedia eventos esportivos, shows e competições de motocross. O Estádio da Paz e da Amizade é a casa do Olympiacos B.C., time da primeira divisão do campeonato grego de basquetebol. O Faliro Sports Pavilion foi transformado no Centro de Convenções Internacional de Atenas. O Centro Olímpico de Tiro Markopoulo atualmente é um centro de treinamento da polícia grega. A Vila Olímpica, logo após os Jogos, se transformou num condomínio privado.